# The RoxBox!: A Collection of Roxette’s Greatest Songs
The Roxbox!: A Collection of Roxette’s Greatest Songs – album szwedzkiego duetu Roxette wydany 26 maja 2015 roku. Został wydany na 30-lecie istnienia zespołu i są umieszczone na nim największe przeboje nagrane w latach 1986–2012.
W skład albumu wchodzą cztery płyty CD na których znajduje się łącznie 78 utworów.
W 2006 roku grupa Roxette wydała podobny box set z okazji 20-lecia istnienia zespołu.
Różnił się on niektórymi utworami, ich kolejnością, wersjami oraz płytą DVD, na której znajdowały się wszystkie teledyski nagrane w latach 1986-2003 i koncert akustyczny z 1993 roku.

## Lista utworów
Dysk 1
1. „Neverending Love”
2. „Secrets That She Keeps”
3. „Goodbye to You”
4. „Soul Deep”
5. „The Look”
6. „Dressed for Success”
7. „Sleeping Single”
8. „Paint”
9. „Dangerous”
10. „Listen to Your Heart”
11. „The Voice”
12. „Cry”
13. „It Must Have Been Love”
14. „Joyride”
15. „Fading Like a Flower”
16. „Spending My Time”
17. „Watercolours in the Rain”
18. „Church of Your Heart”
19. „Perfect Day”

Dysk 2
1. „The Big L.”
2. „(Do You Get) Excited?”
3. „Things Will Never Be the Same”
4. „Love Spins”
5. „Seduce Me”
6. „How Do You Do!”
7. „The Heart Shaped Sea”
8. „The Rain”
9. „Never Is a Long Time”
10. „Silver Blue”
11. „Come Back (Before You Leave)”
12. „Queen of Rain”
13. „Almost Unreal”
14. „Sleeping in My Car”
15. „Crash! Boom! Bang!”
16. „Vulnerable”
17. „The First Girl On the Moon”
18. „I'm Sorry”
19. „See Me”

Dysk 3
1. „Run to You”
2. „June Afternoon”
3. „You Don’t Understand Me”
4. „She Doesn’t Live Here Anymore”
5. „I Don’t Want To Get Hurt”
6. „Always Breaking My Heart”
7. „Help!”
8. „Wish I Could Fly”
9. „You Can't Put Your Arms Around What's Already Gone”
10. „Waiting For the Rain”
11. „Anyone”
12. „Stars”
13. „Salvation”
14. „Beautiful Things”
15. „It Hurts”
16. „Little Miss Sorrow”
17. „Happy Together”
18. „Staring At the Ground”
19. „It Will Take a Long Long Time”

Dysk 4
1. „7twenty7”
2. „Anyone/I Love How You Love Me”
3. „Myth”
4. „Real Sugar”
5. „The Centre of the Heart”
6. „Milk and Toast and Honey”
7. „Jefferson”
8. „Little Girl”
9. „The Weight of the World”
10. „Every Day”
11. „Bla Bla Bla Bla Bla (You Broke My Heart)”
12. „A Thing About You”
13. „Breathe”
14. „Opportunity Nox”
15. „One Wish”
16. „Reveal”
17. „She’s Got Nothing On (But the Radio)”
18. „No One Makes It on Her Own”
19. „Speak to Me”
20. „It’s Possible”
21. „The Sweet Hello, The Sad Goodbye (Bassflow Remake)”